# 9月9日 (旧暦)
旧暦9月9日は旧暦9月の9日目である。六曜は大安である。

## できごと
- 明治4年（グレゴリオ暦1871年10月22日） - 「午砲の制」発布。江戸城旧本丸で正午に大砲を1発打ち時刻を知らせることが決まる[要出典]

## 誕生日
- 宝暦13年（グレゴリオ暦1763年10月15日） - 谷文晁、画家（+ 1841年）
- 享和元年（グレゴリオ暦1801年10月16日） - 徳川斉順、第11代紀州藩主（+ 1846年）
- 文政11年（グレゴリオ暦1828年10月17日） - 副島種臣、外務卿・内相（+ 1905年）
- 慶応3年（グレゴリオ暦1867年10月6日） - 平山信、天文学者（+ 1945年）

## 忌日
- 朱鳥元年（ユリウス暦686年10月1日） - 天武天皇、40代天皇
- 持統天皇5年（ユリウス暦691年10月6日） - 川島皇子、皇族（* 657年）
- 永正元年（ユリウス暦1504年10月16日）　- 最上義淳、戦国大名
- 天正14年（グレゴリオ暦1586年10月21日）　- 滝川一益、武将（* 1525年）

## 記念日・年中行事
- 重陽節
  - 菊御酒 （チクウジャキー） -　沖縄では菊の葉を浮かべた酒を仏壇、火の神に供えて、家内安全を祈願する。
- 高齢者の日（ 中国、中国語: 老年节） -　中華人民共和国老年人権益保障法第9条で規定[1]。
- クガツクンチ奄美群島